# Dactylopsaron dimorphicum
Dactylopsaron dimorphicum és una espècie de peix i l'única del gènere Dactylopsaron.

## Etimologia
Dactylopsaron prové dels mots grecs daktyleys, -eos (una mena de peix) i psaron (amb diferents colors, gris), mentre que dimorphicum fa referència al dimorfisme sexual observat en aquesta espècie.

## Descripció
El cos, allargat, fa 2,9 cm de llargària màxima. 3-5 espines i 20-22 radis tous a les aletes dorsals i cap espina i 23-25 radis tous a l'anal. Aleta caudal més o menys truncada. Aletes pectorals amb 17-20 radis tous. Absència d'aleta adiposa. Boca terminal. Línia lateral no interrompuda i amb 32-34 escates. Presenta dimorfisme sexual en l'estructura de la primera aleta dorsal: el primer radi està engrossit i és molt llarg en els mascles, mentre que és esvelt i curt en les femelles.

## Cladograma
| Dactylopsaron | \| \| Dactylopsaron dimorphicum \| \| \| \| |
|               | \| \| Dactylopsaron dimorphicum \| \| \| \| |
|               | Bembrops                                    |
|               |                                             |
|               | Chrionema                                   |
|               |                                             |
|               | Squamicreedia                               |
|               |                                             |
|               | Enigmapercis                                |
|               |                                             |
|               | Hemerocoetes                                |
|               |                                             |
|               | Matsubaraea                                 |
|               |                                             |
|               | Osopsaron                                   |
|               |                                             |
|               | Percophis                                   |
|               |                                             |
|               | Pteropsaron                                 |
|               |                                             |
|               | Acanthaphritis                              |
|               |                                             |
|               | Dactylopsaron dimorphicum                   |
|               |                                             |

|  | Dactylopsaron dimorphicum |
|  |                           |

## Hàbitat i distribució geogràfica
És un peix marí i batidemersal (entre 240 i 345 m de fondària), el qual viu al Pacífic sud-oriental pertanyent a Xile: la part occidental de la serralada submarina Sala y Gómez i, també, la cruïlla entre aquesta serralada i la dorsal de Nazca.

## Observacions
És inofensiu per als humans i el seu índex de vulnerabilitat és baix (10 de 100).